# 泉州公交22路
泉州公交22路是中华人民共和国泉州市境内的一条公共交通线路，全程17.4公里。起讫点为院前公交站至福厦铁路泉州站，运营时间为院前公交站：6:20-18:40；福厦铁路泉州站：7:30-18:00

## 历史
- 1998年9月4日，泉州公交发展有限公司（公交集团前身）开通22路系统。初期22路分为22路A与22路B线。其中初期运营区间为：22路A刺桐公交站-宝洲商品市场-刺桐公交站（顺时针），22路B东美小区-线务局-东美小区（逆时针）。初期运营时间为6:40-18:24。初期票价¥1.0/人。使用车辆为9部华夏AC6750Q型汽油无空调公交车[1][2]
- 2002年4月30日，22路A自22路系统拆分开来，取代已被合并至27路的旧24路，成为新24路。22路B则更现名为22路[3]
- 2004年1月1日，22路启用无人售票制度，票价不变[4]
- 2005年9月4日，因接驳新设立的客运中心站旅客需要，22路调整为途经坪山路、泉秀街、刺桐路至公路一公司后原线行驶，取消途经津淮街。运营时间调整为6:40-18:30[5][6]
- 2006年9月8日，22路自东美小区调整至市行政服务中心（妙云街）始发终到[7]
- 2008年10月10日，22路取消途经中山北路、泉山门，改为经由崇福街、学府路、城北路、新华北路、北清西路至霞美始发终到
- 2008年12月20日，22路自霞美经由北清西路、招联路延伸至见龙亭小区始发终到[8]
- 2009年5月1日，22路取消途经崇福路，改为途经南俊路北段至外国语中学后原线行驶[9]
- 2010年4月26日，因福厦铁路及泉州火车站开通的需要，22路取消途经招联路、见龙亭小区，改为途经普贤路西段至泉州火车站始发终到[10]同日，22路票价调整为一票制¥2.0/人。[11]
- 2010年11月，22路更换为5部福达FZ6890UF3G3型柴油空调公交车
- 2011年1月28日，因站前大桥（现名黄龙大桥）施工需要，22路自该日起不再途经普贤路西段，改为途经站前南北大道至北清西路后原线行驶
- 2011年2月19日，因津淮高架桥施工需要，22路往市行政服务中心方向自刺桐公园起，改为途经津淮街、妙云街至市行政服务中心，而往福厦高铁泉州站方向则不变
- 2012年2月28日，津淮高架桥建成，22路恢复途经坪山路[12]
- 2012年10月，为给802（现K902路）扩充运能，划拨22路全线5部FZ6890UF3G3至802路，22路则更换为2部亚星JS6880C93H型柴油空调公交车，配车数降至2部
- 2016年3月，22路接手并增加自29路退下的3部亚星JS6880C93H、K203路退下的2部大金龙XMQ6762NEG3型柴油空调公交车
- 2016年8月，因一分公司（现更名为江南公司）加入运营K508路，调拨22路5部JS6880C93H至K508路。自此，22路配车降至2部XMQ6762NEG3
- 2017年4月，22路更换自K508路退下的1部福达FZ6890UF3G3型柴油空调公交车
- 2017年6月30日，22路票价由一票制¥2.0降为一票制¥1.0[13][14]
- 2018年1月，由于缺驾且为更换车型，22路退役1部XMQ6762NEG3，配车数降至1部
- 2018年5月23日，22路更换为4部大金龙XMQ6802AGBEVL2型空调电动巴士，原有1部FZ6890UF3G3封存
- 2020年2月1日，受新型冠状病毒肺炎防控要求影响。22路自当日0:00起暂停运行至2月16日。[15]
- 2020年2月17日，22路自该日起恢复运营。[16]
- 2022年3月16日，因疫情防控要求暂停中心市区范围内所有公交线路运营。22路自当日首班起再次暂停运营至4月17日。[17]
- 2022年4月18日，22路恢复运营。[18]
- 2023年2月25日，因津淮街东段道路改造，22路自该日起取消途径北师大附中、市皮肤医院站，改为缩短至妙云街口站始发终到，里程数由20.6公里缩短至17.4公里，其它不变。[19]
- 2023年9月25日，原泉州软件园更名为数字经济产业园站，其它不变。[20]
- 2024年2月5日，22路由妙云街口调整至院前公交站始发终到，其它不变。[21][22]
- 2025年3月3日，因优化调整。22路自该日起取消途径泉秀街、刺桐南路、刺桐北路、东湖街、东街、南俊北路、学府街、城北路、新华北路、北清西路。改为途径宝洲街、泉州大桥、南迎宾大道、南环路、笋江路、繁荣大道、黄龙南大道、黄龙大桥至黄龙北大道后原线行驶，运营时间、票价不变。[23]
- 2025年8月19日，因黄龙北大道西华大街路口下穿隧道施工，22路自该日起双向临时取消途径霞美站。[24]

## 站点
| 路线 | 路线 | 路线 | 所在地区、街道 | 所在地区、街道                 | 站点名             | 备注                      |
| ---- | ---- | ---- | -------------- | ------------------------------ | ------------------ | ------------------------- |
|      |      |      | 丰泽区         | 妙灵路                         | 院前公交站         | 起讫站                    |
|      |      |      | 丰泽区         | 坪山路                         | 妙云街口           | ↓ 原名 丰泽区行政服务中心 |
|      |      |      | 丰泽区         | 坪山路                         | 客运中心站东门     |                           |
|      |      |      | 丰泽区         | 坪山路                         | 坪山路南段         |                           |
|      |      |      | 丰泽区         | 坪山路                         | 宝洲街口           | 原名 丰泽客运站           |
|      |      |      | 丰泽区         | 宝洲街                         | 雅园路口           | 原名 行政执法局           |
|      |      |      | 丰泽区         | 宝洲街                         | 宝洲街中段         |                           |
|      |      |      | 丰泽区         | 宝洲街                         | 浦西村口           |                           |
|      |      |      | 丰泽区         | 宝洲街                         | 东南医院           |                           |
|      |      |      | 丰泽区         | 宝洲街                         | 宝洲街西段         | 原名 宏昌宾馆             |
|      |      |      | 鲤城区         | 南环路                         | 火炬工业区路口     |                           |
|      |      |      | 鲤城区         | 南环路                         | 国防教育中心       |                           |
|      |      |      | 鲤城区         | 南环路                         | 乌石路口           |                           |
|      |      |      | 鲤城区         | 南环路                         | 樟崎村口           |                           |
|      |      |      | 鲤城区         | 南环路                         | 洋仕村口           | 市中医院东                |
|      |      |      | 鲤城区         | 笋江路                         | 市中医院           | 原名 笋江路西段           |
|      |      |      | 鲤城区         | 笋江路                         | 笋江路中段         |                           |
|      |      |      | 鲤城区         | 繁荣大道                       | 繁荣路南段         |                           |
|      |      |      | 鲤城区         | 繁荣大道                       | 浮桥街口           |                           |
|      |      |      | 鲤城区         | 繁荣大道                       | 繁荣路北段         |                           |
|      |      |      | 鲤城区         | 繁荣大道                       | 福师大泉州附中     | 原名 满堂红中学           |
|      |      |      | 鲤城区         | 繁荣大道                       | 延陵岐山           |                           |
|      |      |      | 鲤城区         | 黄龙南大道 （原 站前南北大道） | 新延路口           |                           |
|      |      |      | 丰泽区         | 黄龙北大道 原 站前南北大道     | 黄龙大桥头         |                           |
|      |      |      | 丰泽区         | 黄龙北大道 原 站前南北大道     | 曾坑               |                           |
|      |      |      | 丰泽区         | 黄龙北大道 原 站前南北大道     | 数字经济产业园西门 | ↑ 原名 泉州软件园西门     |
|      |      |      | 丰泽区         | 霞山路                         | 数字经济产业园     | ↓ 原名 泉州软件园         |
|      |      |      | 丰泽区         | 联丰大街 原 站前东西大道       | 福厦铁路泉州站     | 起讫站                    |

## 票价
22路计价方式为一票制，票价¥1.0。
- 泉通卡普通卡9折，月票卡、敬老卡、爱心卡优惠功能有效
- 可使用泉城通APP及支付宝、云闪付、微信乘车码支付

## 配车
22路配车数总计5部，其中：
- 大金龙XMQ6802AGBEVL2 5部

- 华夏AC6750Q
（1999.10 - 2010.11）
- 亚星JS6880C93H
（2012.10 - 2016.8）
- 大金龙XMQ6762NEG3
（2016.3 - 2018.1）
- 福达FZ6890UF3G3
（2010.11 - 2012.10 / 2017.4 - 2018.5）
- 大金龙XMQ6802AGBEVL2
（2018.5 - ）

## 相关
- 泉州公交线路列表
- 泉州公交24路